# Leo Pardi
Leo Pardi (San Giuliano Terme, 23 agosto 1915 – Rignano sull'Arno, 27 dicembre 1990) è stato un etologo e zoologo italiano.

## Biografia
Terzo figlio del medico e sindaco di Pisa Francesco Pardi, Leo Pardi si laureò in Scienze naturali all'Università di Pisa nel 1938 e conseguì la libera docenza in zoologia nel 1943. Lavorò nell'Istituto zoologico pisano fino al 1953, quando fu chiamato alla cattedra di zoologia dell'Università di Torino.
Passato all'Università di Firenze nel 1962, qui ricoprì la cattedra di zoologia fino al 1980, per poi passare a quella di etologia, tenuta fino al 1987. Dal 1988 fu professore emerito dell'Università di Firenze.
Era stato, dal 1963 al 1972, direttore del museo zoologico dell'Università di Firenze e, dal 1971 al 1985, direttore del "Centro di Studio per la Faunistica ed Ecologia Tropicali" del C.N.R.
Nel 1967 aveva dato vita ad una nuova serie della rivista “Monitore Zoologico Italiano”, proseguita sotto la sua direzione sino al 1988. La ricca serie di supplementi del Monitore, che testimonia dell'attività del Centro del C.N.R. diretto dal Pardi, prosegue oggi con “Tropical Zoology”, mentre il Monitore Zoologico continua idealmente con “Ethology, Ecology & Evolution”.
Ebbe quattro figli: Francesco, Maurizio, Giulia e Luca. Il primogenito Francesco "Pancho" Pardi sarà poi docente alla Facoltà di Architettura dell'Università degli Studi di Firenze e senatore della Repubblica Italiana.
Leo Pardi morì all'età di 75 anni, il 27 dicembre 1990.

## Attività scientifica
Leo Pardi è stato l'iniziatore dell'etologia moderna in Italia e lascia un'orma indelebile nel campo del comportamento sociale degli insetti e in quello dell'orientamento animale. Egli aveva visto per primo quei fenomeni - il comportamento di dominazione nella vespa Polistes gallicus e il movimento orientato del crostaceo anfipode (la cosiddetta pulce di mare) Talitrus saltator - dalla cui analisi dovevano scaturire le scoperte che lo hanno reso celebre.
Pardi descrisse la dominazione e l'ordinamento gerarchico delle vespe quando fenomeni analoghi erano noti solo nei vertebrati. Ben presto confermata in numerosi altri insetti, la gerarchia sociale - come ha rilevato E. O. Wilson - ha costituito, insieme alla trofallassi, al controllo nutrizionale delle caste e al valore sistematico dei caratteri comportamentali, una delle quattro scoperte che sono state fondamentali per la conoscenza dei fenomeni sociali negli insetti.
Descritti e analizzati i fenomeni della gerarchia sociale dei Polistes, Pardi cominciò subito a studiarne il determinismo e le conseguenze sulla organizzazione sociale. Di particolare rilevanza sono stati sia gli studi sul rapporto tra rango gerarchico e sviluppo ovarico nelle femmine e nelle operaie, sia la dimostrazione che il passaggio ad una posizione superiore o inferiore comporta rispettivamente incremento e regressione dello sviluppo ovarico.
Pardi dimostrò le conseguenze trofiche della gerarchia e prospettò il coinvolgimento delle ghiandole endocrine denominate corpora allata nel comportamento di dominazione, successivamente accertato da P. F. Roseler. Di non minore importanza sono stati gli studi sui rapporti tra rango sociale e divisione di lavoro, che Pardi estese anche a vespe esotiche primitive quali i Belonogaster e le Stenogastrinae, contribuendo a far luce sul problema dell'origine delle caste sterili negli imenotteri.
Circa dieci anni dopo i primi studi sul comportamento delle vespe, Pardi si avviò per una nuova strada, quella dell'orientamento degli animali litorali. Anche qui iniziò con una brillante scoperta, la dimostrazione nell'anfipode Talitrus saltator di un meccanismo di orientamento solare basato sulla compensazione temporale del moto apparente del sole, cui seguì, come per le vespe, una serie di approfondimenti e di nuove scoperte, che hanno fatto del nuovo filone un intero capitolo del grande libro dell'orientamento animale.
La scoperta in Talitrus indusse l'estensione delle ricerche a tutta una serie di specie appartenenti a vari gruppi sistematici e viventi in ambienti ecotonali diversi. Ciò portò alla dimostrazione della generale diffusione del fenomeno dell'orientamento basato sulla posizione del sole. Tra i risultati delle ricerche sui meccanismi alternativi e ausiliari, va sottolineata anzitutto la scoperta della capacità di orientamento lunare, un fenomeno di straordinaria complicazione e raramente segnalato nel regno animale.
Seguirono, tra gli altri, studi sull'orientamento basato sulla pendenza del substrato, sulla visione del paesaggio, sul campo magnetico terrestre. Pardi suppose anche l'esistenza di un fattore orientante locale basato su differenze nella radianza del ciclo al disopra della terra e del cielo e ne sollecitò una ricerca al collega fisico G. Fiocco, che poté dimostrare sperimentalmente quanto Pardi aveva previsto in base alle sue osservazioni.
Se gli approfondimenti fisiologici delle ricerche sull'orientamento portarono importanti contributi relativi ai meccanismi preposti al funzionamento della bussola solare e ai suoi adattamenti alle diverse latitudini, non meno importanti sono state le conseguenze delle ricerche sulle componenti innate e acquisite del comportamento orientato. Pardi dimostrò che sia il meccanismo di compensazione del moto apparente del sole, sia la conoscenza della corretta direzione di fuga sono innati in Talitrus. Ciò gli permise esperimenti di incrocio tra popolazioni con direzione di fuga diverse e la formulazione di fondate ipotesi sul meccanismo di trasmissione dell'informazione direzionale.
Pardi lascia un'eredità ricchissima in scoperte, realizzazioni e prospettive ai suoi numerosi allievi e a quanti operano nei campi che predilesse. Il suo lavoro su Polistes è stato fondamentale per il successivo sviluppo delle ricerche sociobiologiche in queste vespe, che si sono rivelate un materiale ideale per lo studio dell'evoluzione delle società animali. Le ricerche genetiche sull'orientamento di Talitrus e l'estensione degli studi sull'orientamento ad altri gruppi animali hanno egualmente fruttato una massa considerevole di acquisizioni e ne promettono sempre di nuove. Non a caso lo studio delle società degli insetti e dell'orientamento animale costituiscono oggi tanta parte dell'etologia italiana.
L'interesse di Pardi per il comportamento degli animali dei litorali marini lo indusse ad estendere la sua attività e quella dei suoi allievi alla eco-etologia della fauna di questi ambienti. Egli fece di questo tema una delle attività principali del "Centro di Studio per la Faunistica ed Ecologia Tropicali" che dietro sua proposta il C.N.R. istituì in Firenze nel 1971.
Sono da ricordare anche gli studi di istofisiologia (la branca dell'istologia che studia i tessuti non solo dal punto di vista morfologico ma soprattutto funzionale e biochimico) degli insetti, tra cui spicca una poderosa monografia sui corpi grassi, e un'accurata ricerca sui primi processi dello sviluppo in razze tetraploidi-partenogenetiche del lepidottero Solenobia triquetrella.

## Riconoscimenti
Pardi era stato eletto nel 1972 Socio corrispondente dell'Accademia Nazionale dei Lincei e ne era divenuto Socio nazionale nel 1982. Era Accademico ordinario dell'Accademia Nazionale di Entomologia, Socio corrispondente dell'Accademia di Scienze e Letteratura di Magonza, dell'Accademia delle Scienze di Torino, dell'Accademia Toscana di Scienze e Lettere, Presidente onorario della Sezione Italiana della International Union for the Study of Social Insects.
Nel 1976 aveva vinto il Premio Feltrinelli per le Scienze biologiche e applicazioni, e nel 1989, il Premio Balzan per l'etologia. A lui è stato recentemente intitolato un dipartimento (“di Biologia Evoluzionistica”) dell'Università degli Studi di Firenze.